# Вероніка довголиста

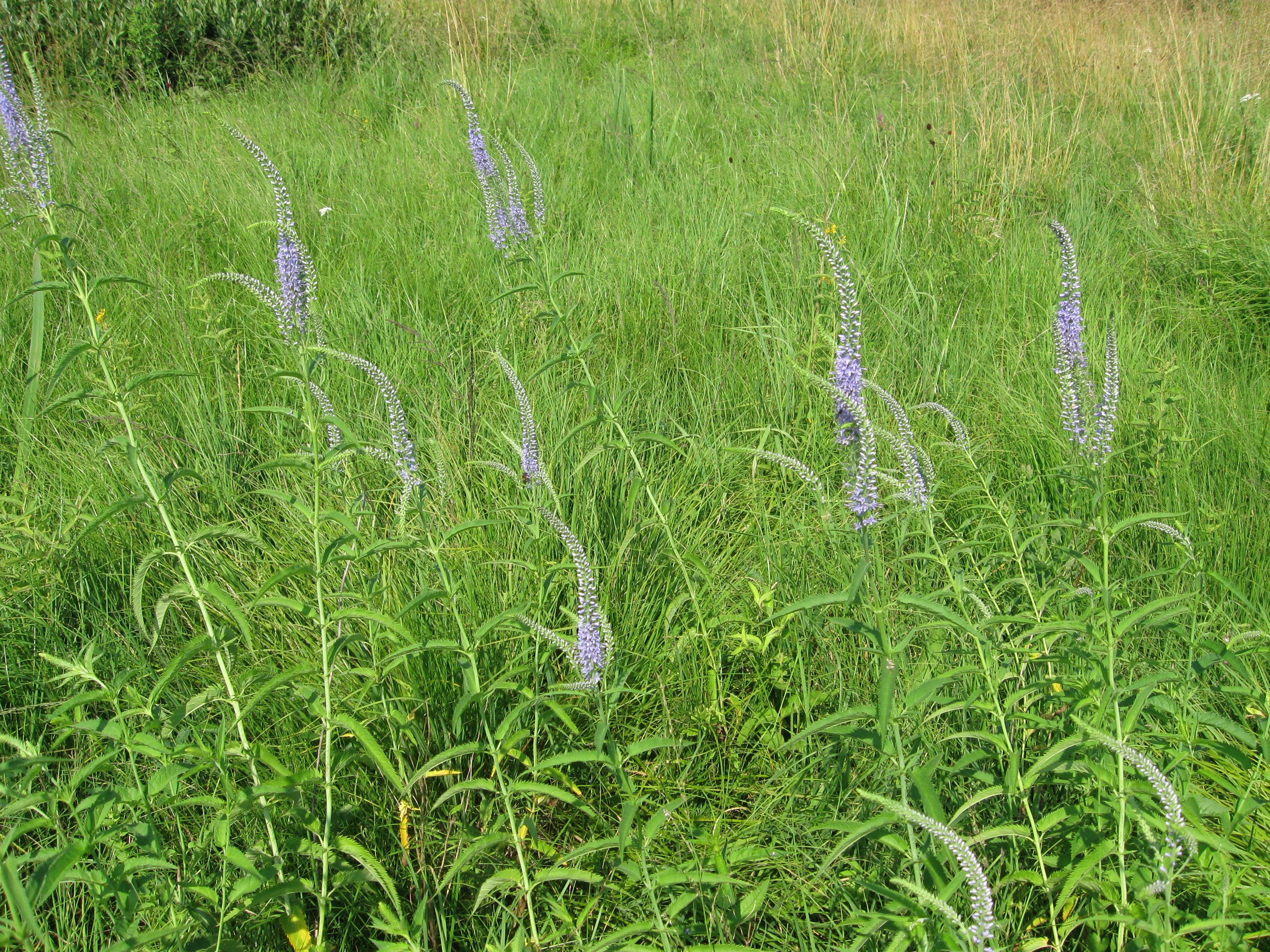
Вероніка довголиста на заплавних луках НПП "Пирятинський"

Вероніка довголиста (Veronica longifolia) — одно- дворічна трав'яна рослина, вид роду вероніка (Veronica) родини подорожникові (Plantaginaceae). Лікарська рослина.

## Морфологічна характеристика
Стебло пряме або висхідне, голе або коротко запушене, 20—30 см заввишки.
Листки супротивні, черешкові, видовжено-пірамідальної форми, двоякогостропилчасті.
Квітки двостатеві, неправильні, у густих китицях (одна верхівкова та кілька бокових). Віночок чотирироздільний, інтенсивно-синій.
Плід — коробочка. Цвіте у липні — серпні.

## Поширення
Вид поширений у Європі та Азії. В Україні зустрічається на більшій частині території, окрім Криму та степу, росте на луках, у заростях чагарників та по берегах річок.